# 水樹あや
水樹 あや（みずき あや、1994年8月22日 - ）は、栃木県出身の女性パチスロライター、タレント。

## 経歴
学生時代にアルバイトでパチンコ店に勤務。そこからパチスロに興味を持ち打ち始める。イベントコンパニオン、キックボクシング大会ラウンドガールなどを経て、趣味のパチスロで勝ち続けていたことから仕事とすることを決意。
2018年、コンパニオンチーム・DMMぱちタウンエンジェルス関東所属を経て、2019年よりパチスロタレントとしてDMMぱちタウン所属となり「水樹彩」から「水樹あや」へと改名。2019年9月よりテレビ埼玉『真王伝説』の配信版に出演し、2020年4月からテレビ本編でもレギュラー出演する。
分類としてはパチスロライターに属するが雑誌基盤ではなく、映像媒体で活動するためタレント的な活動を主としている。

## 人物
- キャッチフレーズは「唯一パチスロでご飯を食べているぱちタウン女子」。
- スリーサイズはB82 / W60 / H83[3]。
- 趣味はパチスロ、ボートレース、温泉巡り[5]、特技は接客[3]。

## 出演

### ウェブテレビ
- 真王伝説・作戦会議（2019年9月 - 、YouTube・真王伝説チャンネル） - レギュラー

このほか実戦動画媒体に多数出演。

### テレビ
- 真王伝説 (2020年4月 - 2021年1月、テレビ埼玉） - レギュラー